# Ависсо, Шарль-Жан
Шарль-Жан Ависсо (фр. Charles-Jean Avisseau, Aviseau; 25 декабря 1796, Тур — 1861, там же) — французский художник-керамист и коммерсант периода историзма, известный тем, что создавал керамические изделия, близкие по технике и стилю к знаменитым «сельским глинам» Бернара Палисси.

## Биография
Шарль-Жан Ависсо родился 25 декабря 1796 года в Туре, департамент Эндр и Луара, центральная Франция, в пригороде Сен-Пьер-де-Корп (фр.), одном из исторических центров производства керамических изделий. Его отец, Шарль Ависсо, был каменщиком, когда работы было достаточно, и токарем на керамической фабрике, когда её не хватало. Мать — швея. Отец намеревался обучить сына ремеслу каменщика. Но в 1804 году его пригласили работать на керамическую фабрику, он взял с собой своего восьмилетнего сына, который заинтересовался керамикой. Однако, когда его отец вернулся к своей первой профессии — каменщика, чтобы восстановить мост в Туре, рухнувший в 1789 году, Шарлю-Жану пришлось оставить керамику, чтобы быть рядом с отцом.
В 1816 году, в возрасте двадцати лет, Шарль-Жан женился и вернулся к гончарному делу. До 1825 года он отвечал за роспись глиняной посуды на фабриках Тура. Он внёс некоторые изменения в конструкцию печей и состав глины. Его работа была замечена, и его пригласили присоединиться к так называемой «реверберационной» керамической мастерской барона де Безeнваля в Бомон-лез-Отель (фр.), где он стал работать мастером росписи керамических изделий.
В доме барона де Безeнваля в 1825 году Ависсо увидел изделия Бернарa Палисси. Он был поражён, но ему сообщили, что этот мастер, умерший почти три столетия назад, унёс свои секреты с собой в могилу. Молодой человек, почти неграмотный, поставил перед собой цель разгадать секреты цветных глазурей Палисси. Он стал изучать химию, геологию, ботанику и естественную историю самостоятельно, без учителя или наставника, и в то же время, по мере продвижения своих исследований, написал «Трактат о цветах для эмалевой живописи и фарфора» (Traité des couleurs pour la peinture en émail et sur la porcelaine).
Чтобы заработать на жизнь Ависсо занимался штукатурными работами и выполнял небольшие скульптуры, а свободное время посвящал поиску рецептов цветных эмалей (опаковых, т. е. непрозрачных глазурей). В 1843 году ему удалось получить приемлемый результат. К Ависсо стали обращаться с предложениями по созданию копий, чтобы их можно было выдавать за оригинальные работы Бернара Палисси, которые ценили на рынке очень дорого. Ависсо отказывался, предпочитая творческую независимость. Он даже отказался работать на Севрской мануфактуре, когда к нему в мастерскую пришел директор мануфактуры Александр Броньяр. Тем временем изделия Ависсо приобрели известность и автора стали называть «новым Бернаром Палисси»,
Ависсо, чью биографию постоянно сравнивают с жизнью Палисси, получил в 1847 году почётную медаль на выставке, организованной в Туре по случаю XV научного конгресса Франции. «Новый Бернар Палисси» привлёк престижных заказчиков: принцессу Талейран, графа Ньюверкерке, принцессу Матильду, лорда Норманби, Каллимаки, Персиньи и Фульда, которые не колеблясь посещали его мастерскую.
Творчество Ависсо приобрело международный резонанс, когда он принял участие в первой Всемирной выставке 1851 года в Лондоне. Там он выставил «Деревенскую чашу», которую несут дельфины, и «Блюдо с рыбой», которые были воспроизведены в «Иллюстрированных лондонских новостях» от 21 июня 1851 года. Его работы вызывали восхищение и принесли ему медаль выставки. Три месяца спустя он показал свои изделия в Пуатье, и они также имели большой успех. На Всемирной выставке 1855 года в Париже Ависсо представил Большую чашу, заказанную и спроектированную Октавом-Гийомом де Рошбрюном (фр.) и изготовленную Ависсо по его рисунку; он получил медаль 2-й степени. В 1856 году Ависсо был назначен почетным президентом Всемирного общества поощрения искусств и промышленности в Лондоне.
Смерть художника в 1861 году вызвала переполох в прессе; во Франции и за рубежом. Художник умер от отравления парами эмалей, с которыми он постоянно работал. Своим детям он оставил в наследство секреты своей профессии.

## Галерея

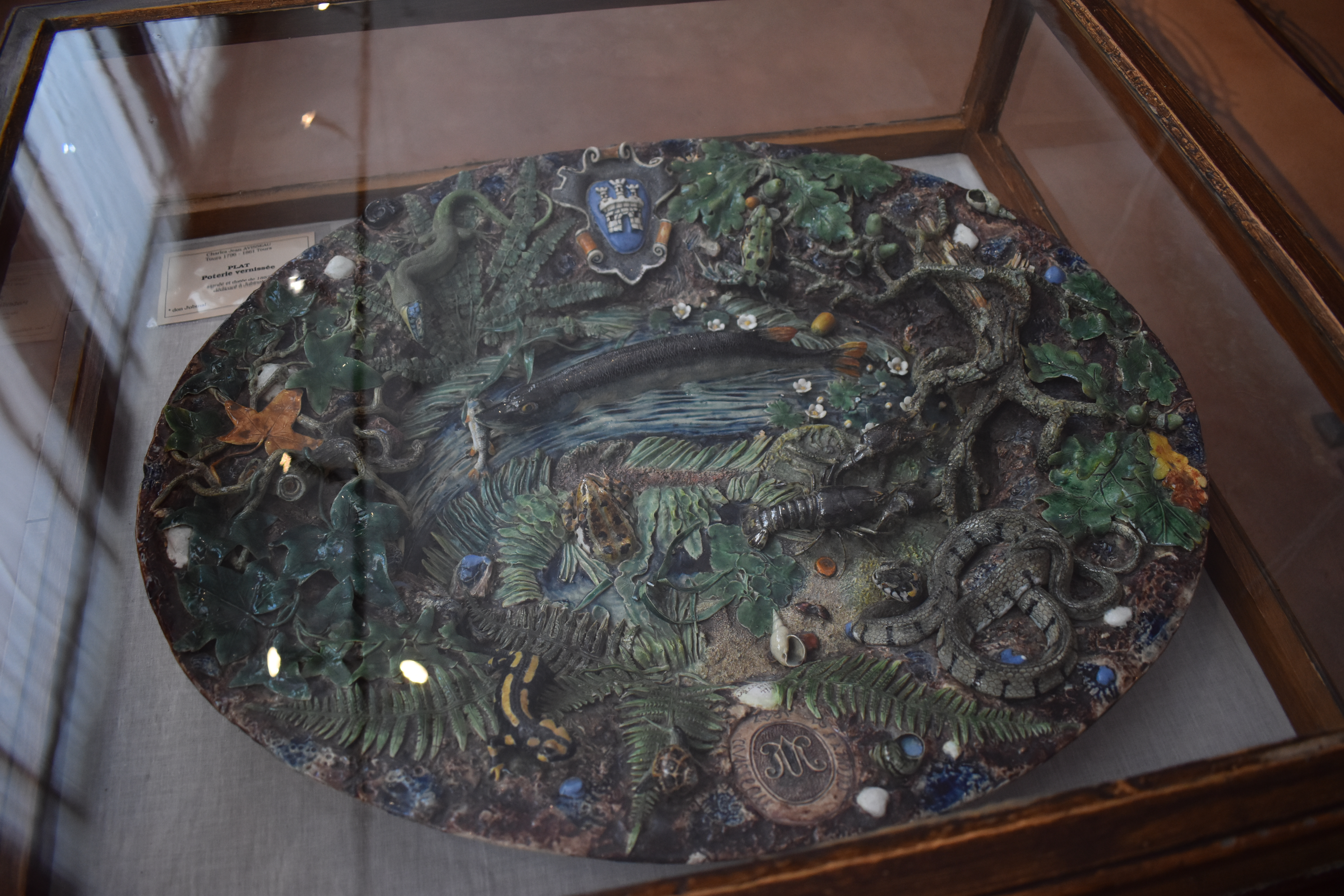
Овальное блюдо. 1857. Керамика, эмали. Музей Сали, Баньер-де-Бигор, Верхние Пиренеи, Франция
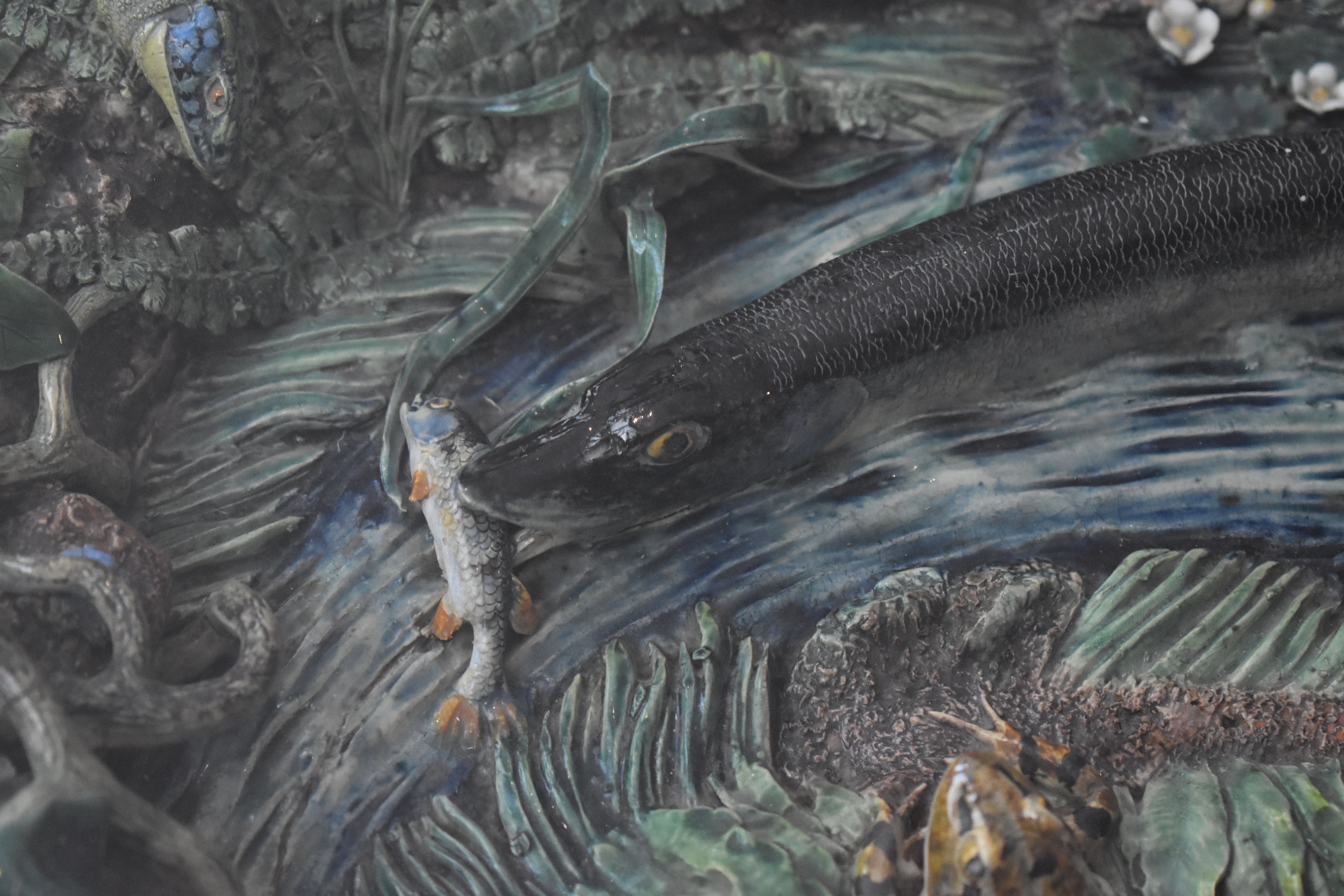
Деталь блюда
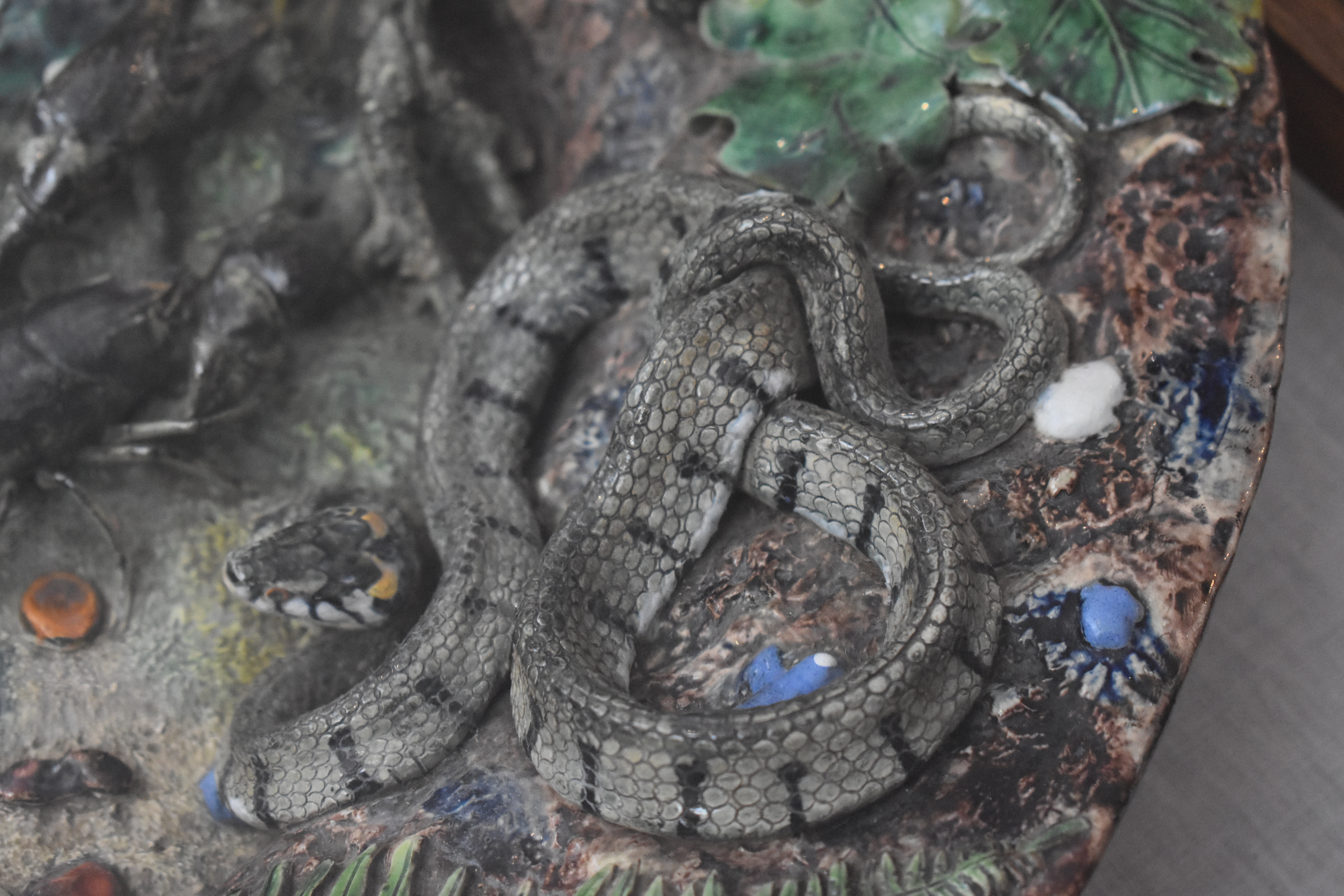
Деталь блюда
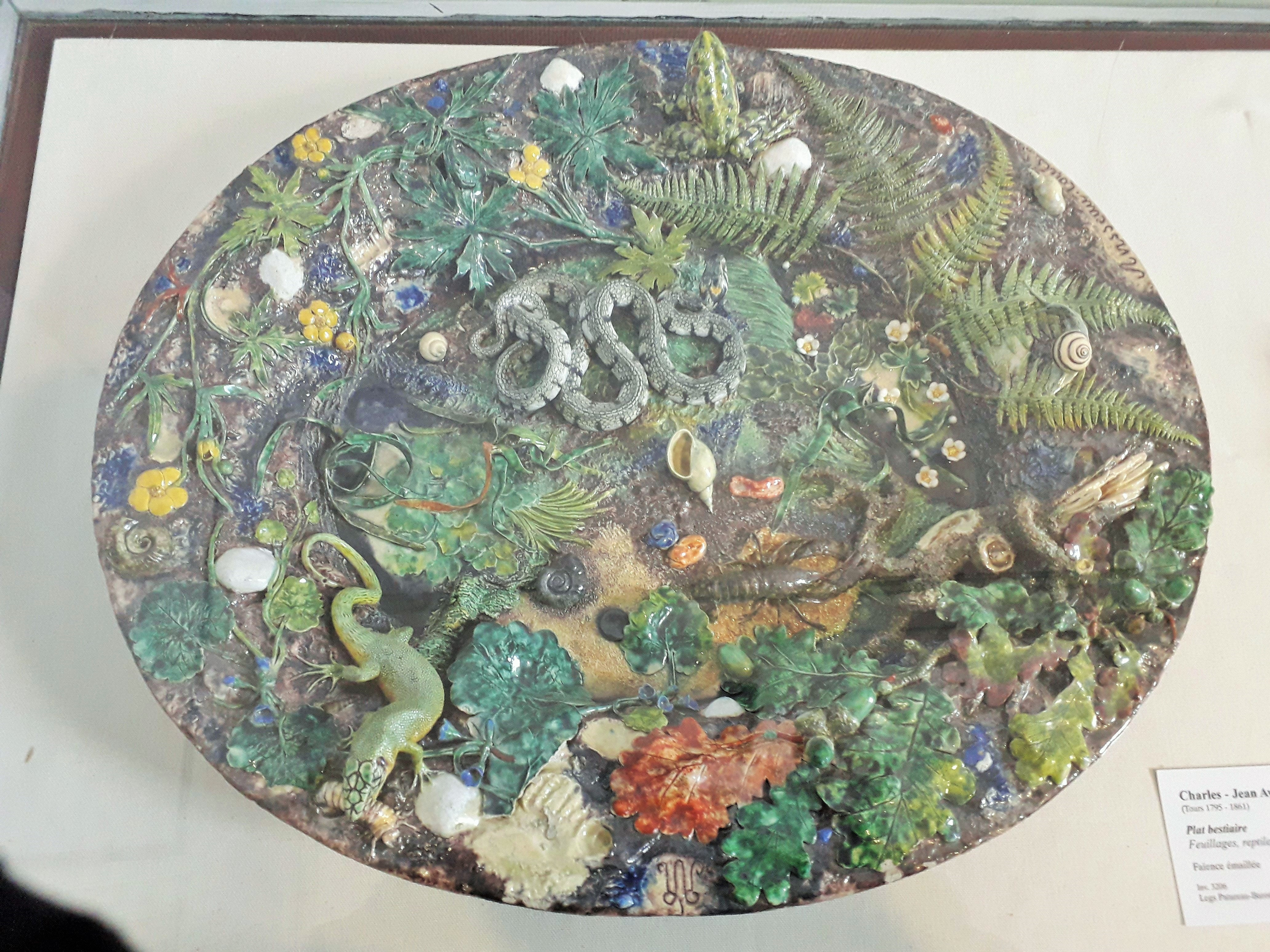
Бестиарий. Керамика, эмали. Музей Бертрана, Шатору, Франция
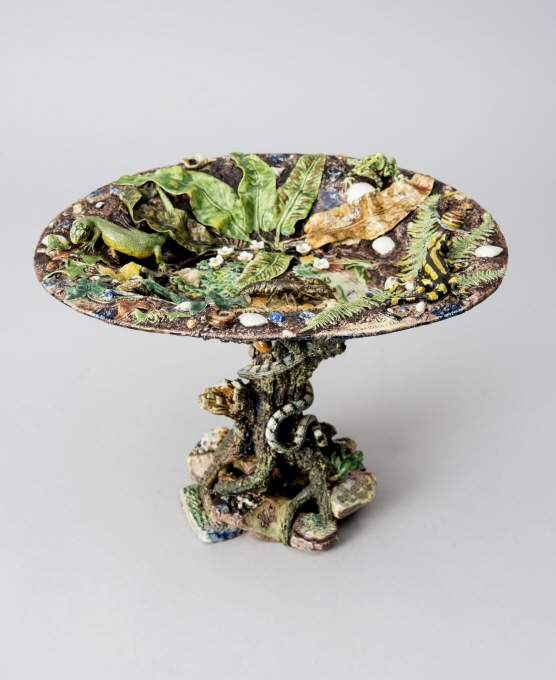
Ваза. 1857. Керамика, эмали. Национальный музей, Стокгольм
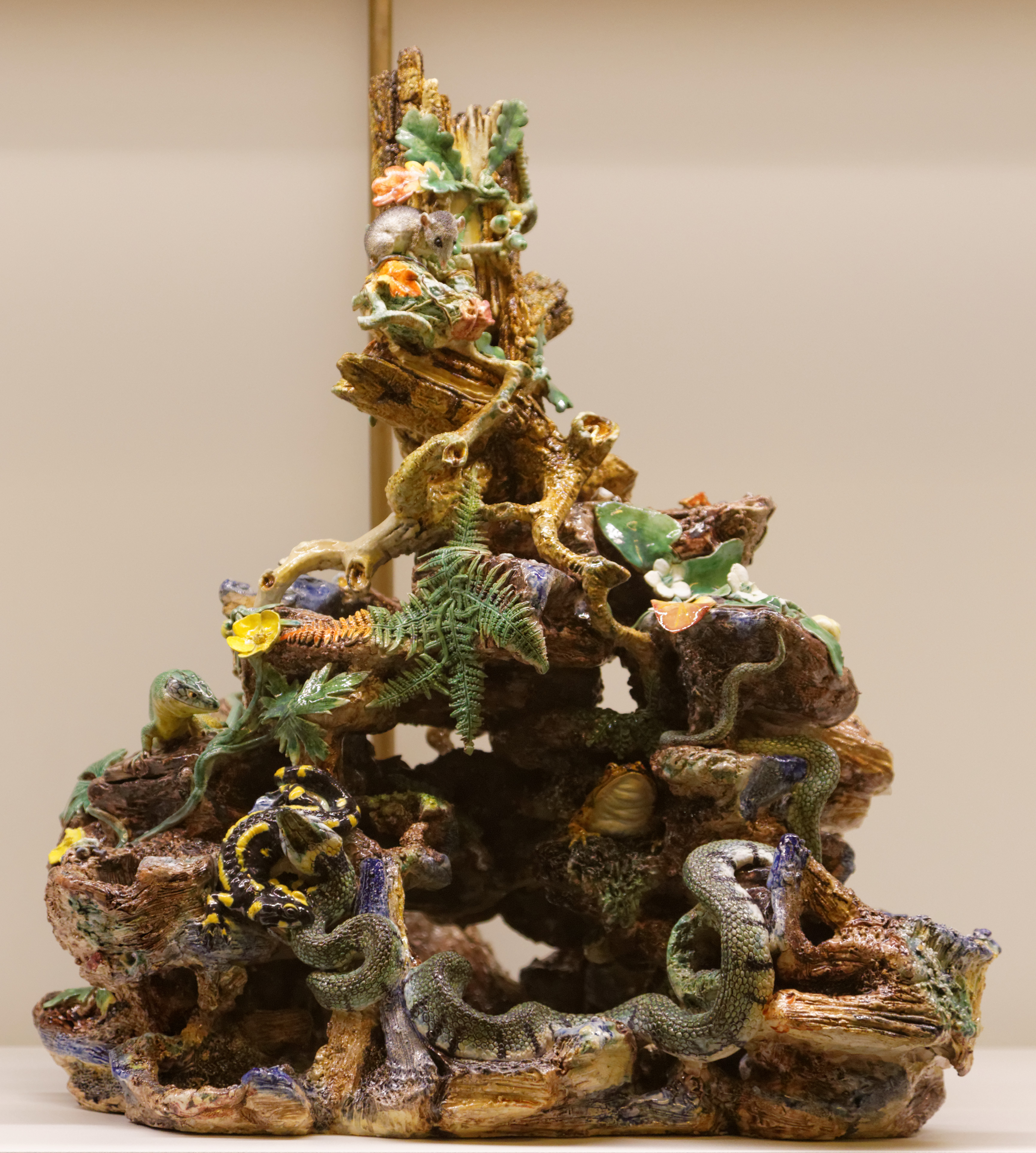
Сюрту-де-табль. 1860. Керамика, эмали. Музей декоративного искусства, Париж